# Нисим Албахари
Нисим Албахари (Тешањ, 28. јануар 1916 — Сарајево, 19. децембар 1991) био је учесник Народноослободилачке борбе, друштвено-политички радник СФРЈ и СР БиХ и народни херој Југославије.

## Биографија
Рођен је 28. јануара 1916. године у Тешњу. У вишим разредима гимназије, коју је завршио у Сарајеву, дошао је у додир са револуционарном омладином и учествовао је у разним њеним културним, спортским и политичким акцијама.
После завршетка школе радио је, као приватни намештеник, у Сарајеву, где је истовремено наставио и револуционарну активност. Посебно се истицао у раду класног синдикалног покрета у Савезу приватних намјештеника и у СБОТИЧ-у. Члан Комунистичке партије Југославије постао је 1935, а следеће године осуђен је на једногодишњу робију коју је издржао у Сарајеву, београдској „Главњачи“ и на Ади Циганлији.
После повратка с робије, 1937. године, поново се посвећује у партијском раду, а у априлу 1940. године, после повратка с одслужења војног рока, постао је члан Месног комитета КПЈ за Сарајево. Као познати партијски ухапшен је и послат у концентрациони логор у Ивањицу, децембра 1940. године, где је остао све до 29. марта 1941. године.
После окупације Краљевине Југославије Нисим је, као члан Месног комитета, био активан у организовању устанка у Сарајеву и околини. Радио је на прикупљању оружја и санитетског материјала, јачању партијских организација. Касније је радио на формирању првих партизанских одреда у околини Сарајева. Био је заменик политичког комесара Семизовачке чете.
Приликом организовања партизанских одреда на сектору Вареш-Бреза, заробљен је у околини Вареша и доведен је у усташки затвор у Сарајеву. После жестоког мучења, пред само стрељање, успио је да, заједно са Исом Јовановићем, секретаром ПК КПЈ за БиХ, Милутином Ђурашковићем и Васом Мискином, побегне из затвора и да пребаци се на ослобођену територију Романије.
По доласку на Романију, постављен је за секретара Окружног комитета КПЈ за НОП одред „Звијезда“, где се истакао и као борац. У току Народноослободилачког рата прошао је многе борбе и јединице, био је: заменик политичког комесара чете и батаљона у Шестој источно-босанској бригади, секретар Окружног комитета КПЈ за Романију, члан Обласног комитета КПЈ за источну Босну, шеф одељења Озне за област Трећег корпуса и др.
После ослобођења Југославије, завршио је Високу школу политичких наука у Београду и налазио се на разним одговорним дужностима. Био је извесно време председник Савеза синдиката Сарајева, члан ПК КПЈ за Босну и Херцеговину и Централног комитета КП БиХ, од Оснивачког конгреса 1948. године.
Више од десет година био је у Централном комитету начелник Управе за кадрове, члан Извршног комитета ЦК КП Босне и Херцеговине. У више сазива биран је за посланика Републике и Савезне скупштине. Био је министар рада, у Влади СР Босне и Херцеговине, секретар Извршног виећа, секретар Скупштине СР Босне и Херцеговине, председник Организационо-политичког већа Скупштине СР Босне и Херцеговине и члан Савета федерације.
Носилац је Партизанске споменице 1941. и других југословенских одликовања. Орденом народног хероја одликован је 27. новембра 1953. године.